# Strzałków (Grande-Pologne)
Pour les articles homonymes, voir Strzałków.
Strzałków est une localité polonaise de la gmina de Lisków, située dans le powiat de Kalisz en voïvodie de Grande-Pologne.